# Handball-Bundesliga (Frauen) 1988/89
Die Saison 1988/89 der Frauen-Handball-Bundesliga ist die vierte in ihrer Geschichte. 10 Mannschaften spielten um die deutsche Meisterschaft. Meister wurde der TV Lützellinden.

## Abschlusstabelle
|    | Verein                    | Sp | S  | U | N  | Tore    | Diff. | Punkte |
| -- | ------------------------- | -- | -- | - | -- | ------- | ----- | ------ |
| 1  | TV Lützellinden (M)       | 18 | 18 | 0 | 0  | 469:290 | +179  | 36:00  |
| 2  | Bayer Leverkusen          | 18 | 13 | 1 | 2  | 450:281 | +169  | 31:50  |
| 3  | TSV GutsMuths Berlin      | 18 | 13 | 0 | 5  | 348:318 | +30   | 26:10  |
| 4  | VfL Oldenburg             | 18 | 11 | 2 | 5  | 361:327 | +34   | 24:12  |
| 5  | VfL Sindelfingen          | 18 | 7  | 0 | 11 | 304:352 | −48   | 14:22  |
| 6  | VfL Engelskirchen (P)     | 18 | 5  | 3 | 10 | 319:388 | −69   | 13:23  |
| 7  | 1. FC Nürnberg (N)        | 18 | 8  | 0 | 12 | 282:345 | −63   | 12:24  |
| 8  | TuS Eintracht Minden (N)  | 18 | 5  | 1 | 12 | 357:399 | −42   | 11:25  |
| 9  | PSV Grünweiß Frankfurt    | 18 | 4  | 1 | 13 | 287:385 | −98   | 09:27  |
| 10 | SG Jarplund-Weding-Adelby | 18 | 2  | 0 | 16 | 299:404 | −105  | 04:32  |

Deutscher Meister: TV Lützellinden.

DHB-Pokalsieger: TV Lützellinden.

Absteiger in die 2. Bundesliga: VfL Engelskirchen (Rückzug) und SG Jarplund-Weding-Adelby.

Aufsteiger aus der 2. Bundesliga: Buxtehuder SV, TuS Alstertal, TSV Tempelhof-Mariendorf und VfL Neckargartach.

Änderung: Die Liga wird auf zwölf Mannschaften aufgestockt.

## Entscheidungen
|     | Deutscher Meister                     |
|     | Absteiger in die 2. Bundesliga        |
| (M) | Meister der letzten Saison            |
| (P) | Pokalsieger der letzten Saison        |
| (N) | Neuling/Aufsteiger der letzten Saison |